# Pink Grand Prix
 (septembre 2016).
Le Pink Grand Prix (ピンク大賞, pink taishō) alias PG Film Prize (PG映画大賞, PG eiga taishō) également connu sous le nom de Pink film festival (Festival du film érotique) ou Pink Prize (Prix du film érotique), est une cérémonie de remise de prix récompensant annuellement au mois d'avril les films érotiques ou films roses. Créé en 1989, la 31ème et dernière édition du festival s'est tenu en 2019. 

## Description
Le festival est reconnu pour être l'Academy Awards of the Pink Film (Academy Awards du film rose),,. Le festival attire divers spectateurs de tous horizons. Jasper Sharp, érudit en « films roses », l'appelle le point d'orgue de l'année pour les inconditionnels du film rose.
PG, principal magazine consacré à ce genre de films, parraine le Pink Grand Prix chaque année en tant que revue consacrée aux films roses. Il récompense les productions de l'année précédente. Les dix meilleures sont sélectionnés par un vote des spectateurs et les cinq premières sont projetés en soirée lors du festival qui se tient au théâtre Kameari dans le quartier Aoto de Tokyo jusqu'à sa fermeture en 1999 puis au théâtre Shinbungeiza,. La revue PG est créée par Yoshiyuki Hayashida en juillet 1994. Le magazine est précédé par New Zoom-up, une revue à tirage limité créée par Hayashida en 1989. Elle parraine le premier festival du Pink Grand Prix qui débute cette même année, et couvre les films parus en 1988. Si l'on tient compte de la période New Zoom-up, le 20e anniversaire du Pink Grand Prix a lieu le 26 avril 2008 pour les films parus en 2007.

## 1988

### Prix des dix meilleurs films
Le titre du film est donné en anglais lorsque le film a été diffusé en occident.
| Classement,. | Titre du Film                                                                                               | Producteur | Réalisateur                   |
| ------------ | --- | ---------- | ----------------------------- |
| 1.           | Subway Serial Rape: Lover Hunting 地下鉄連続レイプ 愛人狩り Chikatetsu Renzoku Reipu: Aijin-Gari            | Nikkatsu   | Shūji Kataoka                 |
| 2.           | 万葉集 シャボン玉伝説                                                                                       | Xces Films | Tadafumi Tomioka (富岡忠文)   |
| 3.           | Molester's Train: Shaking Booty 痴漢電車 お尻を振っておねだり Chikan Densha: Oshiri O Futte Onedari         | Shintōhō   | Masahiro Kasai (笠井雅裕)     |
| 4.           | 過激！変態夫婦 Kageki!! Hentai Fūfu                                                                         | Shintōhō   | Tomoaki Hosoyama (細山智明)   |
| 5.           | 本番ＯＮＡＮＩＥ 指戯 Honban Onanii: Shigi                                                                  | Kokuei     | Akira Yoneda (米田彰)         |
| 6. (ex æquo) | 痴漢電車 あの娘にタッチ Chikan Densha: Ano Ko ni Tacchi                                                     | Shintōhō   | Mototsugu Watanabe (渡邊元嗣) |
| 6. (ex æquo) | Lolita Disgrace ロリータ恥辱 Lolita Chijoku                                                                 | Shintōhō   | Hisayasu Satō                 |
| 8.           | Japa-yuki Report: Torn Emotions ジャパゆきレポート 裂情 Japayuki Repōto: Retsujō                            | Xces Films | Yoshiho Fukuoka (福岡芳穂)    |
| 9.           | Hard Focus: Eavesdrop ハードフォーカス 盗聴 Hard Focus: Nusumi-giki ou encore Survey Map of a Paradise Lost | Shintōhō   | Hisayasu Satō                 |

### Prix attribués à titre personnel
- Meilleur réalisateur : Shūji Kataoka
- Meilleur scénariste : Shūji Kataoka
- Meilleure actrice : Kanako Kishi (岸加奈子)
- Meilleur acteur : Shirō Shimomoto
- Meilleur second rôle féminin : Kyōko Hashimoto (橋本杏子)
- Meilleur second rôle masculin : Ryūji Yamamoto (山本竜二)
- 艶技賞　 : 三沢亜也（現・ Satomi Shinozaki (しのざきさとみ)）, 南野千夏
- Meilleur espoir féminin : Marino Fujisawa (藤沢まりの), Megumi Yamagishi (山岸めぐみ)
- Meilleur réalisateur débutant : Masahiro Kasai, Tadafumi Tomioka
- Prix de la technique : Satoshi Shimomoto (下元哲 - Technique cinématographique)

## 1989

### Prix des dix meilleurs films
Le titre du film est donné en anglais lorsque le film a été diffusé en occident.
| Classement | Titre du Film                                                                                     | Producteur | Réalisateur                    |
| ---------- | ------------------------------------------------------------------------------------------------- | ---------- | ------------------------------ |
| 1.         | Abnormal Excitement: Nao Saejima 冴島奈緒 異常昴奮 Saejima Nao: Ijō Kofun                         | Xces       | Masahiro Kasai (カサイ雅弘)    |
| 2.         | Capturing: Dirty Foreplay 監禁 ワイセツな前戯 Kankin: waisetsuna Zengi                            | Kokuei     | Kazuhiro Sano                  |
| 3.         | Beauty Reporter: Rape Broadcast 美人レポーター 暴行生中継 Bijin Reporter: Boko Nama-chukei        | Shintōhō   | Hisayasu Satō                  |
| 4.         | Extracurricular Activity: Rape! 課外授業 暴行 Kagai Jugyo: Boko                                   | Kokuei     | Takahisa Zeze                  |
| 5.         | Beast Lust: Devil Rampage 獣欲魔乱行 Jūyoku-ma Rankō                                              | Kokuei     | Takahisa Zeze                  |
| 6.         | E-Cup Real Action Take Two: Rich & Ripe Ｅカップ本番 ＩＩ 豊熱 E-Cup Honban II: Hojuku            | Shintōhō   | Toshiki Satō                   |
| 7.         | Molester's Train: Get On From The Back! 痴漢電車 後ろから乗って！ Chikan Densha: Ushirokara Notte | Xces       | Masahiro Kasai                 |
| 8.         | 豊丸の何回でも狂っちゃう Toyomaru no Nankaidemo Kurucchau                                         | Xces       | Tomoaki Hosoyama               |
| 9.         | Pervert Ward: S&M Clinic 変態病棟 ＳＭ診療室 Hentai Byoto: SM Shinryo-shitsu                      | Kokuei     | Hisayasu Satō                  |
| 10.        | Double Rape ダブルレイプ                                                                          | Xces       | Kazuhito Kubodera (久保寺和人) |

### Prix attribués à titre personnel
- Meilleur réalisateur : Masahiro Kasai
- Meilleur scénariste : Kyōko Godai (五代響子 / 五代暁子)
- Meilleure actrice : Yuka Ishihara (石原ゆか), Kanako Kishi
- Meilleur acteur : Kazuhiro Sano, Tōru Nakane
- Meilleur espoir féminin : Sayoko Nakajima (中島小夜子)
- Meilleur réalisateur débutant : Takahisa Zeze

## 1990

### Prix des dix meilleurs films
Le titre du film est donné en anglais lorsque le film a été diffusé en occident.
| Classement   | Titre du Film                                                                                     | Producteur | Réalisateur                   |
| ------------ | ------------------------------------------------------------------------------------------------- | ---------- | ----------------------------- |
| 1.           | Soaking Wet: Touching All Over the Body ぐしょ濡れ全身愛撫 Gushonorue: Zenshin Aibu               | Shintōhō   | Toshiki Satō                  |
| 2.           | Young Wife: Modest Indecency 若妻 しとやかな卑猥 Wakazuma Shitoyakana Hiwai                       | Kokuei     | Kazuhiro Sano                 |
| 3.           | (生)本番 奥義快感 Nama Honban: Ōgi Kaikan                                                         | Kokuei     | Sachio Kitazawa (北沢幸雄)    |
| 4.           | 色情狂日記 超いんらん Shiki Jōkyō Nikki: Chōinran                                                 | Shintōhō   | Mototsugu Watanabe            |
| 5. (ex æquo) | 制服本番 おしえて！ Seifuku Honban Oshiete                                                        | Xces Films | Takuaki Tsunemoto (常本琢招)  |
| 5. (ex æquo) | Indecent Tongue Technique 破廉恥舌戯テクニック Harenchi Zetsugi Technique                         | Kokuei     | Takahisa Zeze                 |
| 7. (ex æquo) | 白は黒に染まる Shiro wa Kuro ni Somaru                                                            | Tōkatsu    | Akio Watanabe (渡辺明夫)      |
| 7. (ex æquo) | 凌辱！白衣を剥ぐ Ryōjoku! Hakui o Hagu                                                            | Shintōhō   | Shūji Kataoka                 |
| 9.           | Wife's Masturbation: Sweet Tingle 人妻ＯＮＡＮＩＥ 甘い痺れ Hitozuma Onanie: Amai Shibire         | Kokuei     | Kazuhiro Sano／Kanako Kishi） |
| 10.          | Molester's Train: Rie's Fundoshi Underwear 痴漢電車 りえのフンドシ Chikan Densha: Rie No Fundoshi | Shintōhō   | Takahisa Zeze                 |

### Prix attribués à titre personnel
- Meilleur réalisateur : Kazuhiro Sano
- Meilleur scénariste : N'a pas été attribué
- Meilleure actrice : Kiyomi Itō, Kanako Kishi
- Meilleur acteur : Ryūji Yamamoto, Chiaki Nanjō (南条千秋)
- Meilleur espoir féminin : Aya Midorikawa (水鳥川彩), Mai Yamashita (山下麻衣),* Shiina Itō (いとうしいな), Urara Takagi (高樹麗)
- Meilleur réalisateur débutant : Takuaki Tsunemoto (常本琢招)

## 1991

### Prix attribué aux dix meilleurs films
Le titre du film est donné en anglais lorsque le film a été diffusé en occident.
| Classement   | Titre du Film | Producteur | Réalisateur                 |
| ------------ | --- | ---------- | --------------------------- |
| 1.           | 悶絶ＯＬ 異常な前戯 Monzetsu Ō Eru: Ijōna Zengi                                                                             | Kokuei     | Mototsugu Watanabe          |
| 2. (ex æquo) | 駅前欲情シネマ 悶絶遊戯 Ekimae Yokujō Cinema: Monzetsu Yūgi                                                                 | Shintōhō   | Mototsugu Watanabe          |
| 2. (ex æquo) | Molester's Train: Office Lady - Days of Love and Lust 痴漢電車ＯＬ篇 愛と性欲の日々 Chikan Densha: OL Ai to Seiyoku no Hibi | Shintōhō   | Toshiharu Suzuki (鈴木敬晴) |
| 4.           | 若奥様狩り 性感帯をなぶれ！ Waka Okusama Gari: Seikantai wo Nabure!                                                         | Xces Films | Satoshi Kaneda (金田敬)）   |
| 5.           | 高級ソープテクニック 究極の快楽 Kōkyū Sōpu Tekkunikku: Kyūkyoku no Kairaku                                                  | Kokuei     | Shūji Kataoka               |
| 6.           | Widow's Perverted Hell 未亡人変態地獄 Mibōjin Hentai Jigoku                                                                 | Xces Films | Hisayasu Satō               |
| 7.           | 本番調教師 ＳＭ飼育 Honban Chōkyōshi: SM Shiiku                                                                             | Xces Films | Masahiro Kasai              |
| 8. (ex æquo) | 衝撃!! 純ナマ欲情写真 Shōgeki!! Jun Nama Yokujō Shashin                                                                     | Shintōhō   | Sachio Kitazawa             |
| 8. (ex æquo) | Hidden Video Report: Dark Shot! 盗撮リポート 陰写！ Tōsatsu Ripōto: Insha! aka Turtle Vision                                | Shintōhō   | Hisayasu Satō               |
| 8. (ex æquo) | Ripe Sex Play: Tingle 爛熟性戯 うずく Kanjuku Seigi: Uzuku                                                                  | Kokuei     | Kazuhiro Sano               |

### Prix attribués à titre personnel
- Meilleur réalisateur : Kazuhiro Sano
- Meilleur scénariste : Kazuhiro Sano, Tomoaki Hosoyama
- Meilleure actrice : Kanako Kishi, Kyōko Hashimoto, 水鳥川彩
- Meilleur acteur : Takahiko Kobayashi (小林節彦), Ryūji Yamamoto
- Meilleur espoir féminin : Rie Asai (浅井理恵), 英悠奈, Akane Koizumi (小泉あかね), Nao Saeki (冴木直)
- Meilleur réalisateur débutant : Satoshi Kaneda
- Prix de la technique : Kōichi Saitō (斉藤幸一 - Technique cinématographique)

## 1992

### Prix des Dix Meilleurs films
Le titre du film est donné en anglais lorsque le film a été diffusé en occident.
| Classement   | Titre du Film                                                                                         | Producteur | Réalisateur                   |
| ------------ | --- | ---------- | ----------------------------- |
| 1.           | Molester: Peeping on Masturbation 痴漢ＯＮＡＮＩＥ覗き Chikan Onanie Nozoki                           | Kokuei     | Kazuhiro Sano                 |
| 2. (ex æquo) | Amazon Garden: Uniform Lesbians 禁男の園 ザ・制服レズ Kindan no Sono: The Seifuku Les                 | Kokuei     | Takahisa Zeze                 |
| 2. (ex æquo) | ほんとうの空色 Hontō no Sorairo                                                                       | ENK        | Hikari Shibahara (柴原光)     |
| 4.           | Molester's Train: Mischievous Wives 痴漢電車 いけない妻たち Chikan Densha: Ikenai Tsuma-tachi         | Kokuei     | Takahisa Zeze                 |
| 5.           | Kinbaku Sakasazuri 緊縛逆さ吊り Kinbaku Sakasazuri                                                    | Xces       | Masahiro Kasai                |
| 6.           | Hard Lesbian: Genuine Tongue Technique ハードレズ 本番舌技 Haado Rezu: Honban Zetsugi                 | Xces       | Yutaka Ikejima                |
| 7.           | Promiscuous Wife's Sexuality: Pleasure Hunting 不倫妻の性 快楽あさり Furin-zuma no Sei: Kairaku-asari | Shintōhō   | Toshiki Satō                  |
| 8.           | 剃毛緊縛魔 Soke Kinbakuma                                                                             | Xces       | Yutaka Ikejima                |
| 9.           | Special Live Show: Sex Video 特別(生)企画 ザ・投稿ビデオ Tokubetsu Nama Kikaku: Toko Video            | Shintōhō   | Toshiki Satō                  |
| 10.          | ナマ本番 人妻レイプ症候群 Nama Honban: Hitozuma Reipu Shōkōgun                                        | Xces       | Shin'ichi Kawamura (川村真一) |

### Prix attribués à titre personnel
- Meilleur réalisateur : Kazuhiro Sano
- Meilleur scénariste : Takahisa Zeze
- Meilleure actrice : Kiyomi Itō, Rio Serizawa (芹沢里緒)
- Meilleur acteur : Mineo Sugiura (杉浦峰夫), Yutaka Ikejima
- Meilleur espoir féminin : Momori Asano (浅野桃里), 蒲田市子, Mako (摩子), Misao Sugihara (杉原みさお)
- Meilleur réalisateur débutant : 柴原光, Shirō Shimomoto, Takao Nakano
- Prix de la technique : 小西泰正 (Technique cinématographique)

## 1993

### Prix desdix meilleurs films
Le titre du film est donné en anglais lorsque le film a été diffusé en occident.
| Classement | Titre du Film | Producteur                                   | Réalisateur                  |
| ---------- | --- | -------------------------------------------- | ---------------------------- |
| 1.         | Petting Lesbians: Sensitive Zone ペッティング・レズ 性感帯 Petting Lez: Seikan-tai                                 | Kokuei                                       | Toshiki Satō                 |
| 2.         | Molester's Train: Nasty Behavior 痴漢電車 いやらしい行為 Chikan Densha: Iyarashii Kōi                              | Kokuei                                       | Hisayasu Satō                |
| 3.         | Widow: Bliss in a Mourning Dress 未亡人 喪服の悶え Mibōjin: Mofuku no Modae                                        | Kokuei                                       | Takahisa Zeze Kazuhiro Sano  |
| 4.         | Pervert: Telephone Masturbation 変態テレフォンＯＮＡＮＩＥ Hentai: Telephone Onanie                                | Kokuei                                       | Kazuhiro Sano                |
| 5.         | Molester's Commuter Train: Office Lady's Sexuality 痴漢通勤電車 ＯＬたちの性 Chikan Tsukin Densha: OL-tachi no Sei | Shintōhō                                     | Toshiki Satō                 |
| 6.         | 本番実技 裂けちゃう Honban Jitsugi: Sakechau                                                                       | Xces Films                                   | Yutaka Ikejima               |
| 7.         | 本番裏快楽 Honban Ura Kairaku                                                                                      | Shintōhō                                     | Toshiharu Suzuki             |
| 8.         | Widow: Bliss on the Seventh Day of Mourning 未亡人 初七日の悶え Mibojin: Shonanuka no Modae                        | Kokuei                                       | Takahisa Zeze                |
| 9.         | 裏本番 嗅ぐ Urahonban: Kagu                                                                                        | Xces Films                                   | Yutaka Ikejima               |
| 10.        | そして、僕らは変わった Soshite, Bokura wa Kawatta                                                                  | Ōkura Pictures (devenu par la suite OP Eiga) | Kuninori Yamazaki (山崎邦紀) |

### Prix attribués à titre personnel
- Meilleur réalisateur : Toshiki Satō
- Meilleur scénariste : Kyōko Godai, Takahisa Zeze
- Meilleure actrice : Yumika Hayashi, Misao Sugihara
- Meilleur acteur : Kazuhiro Sano, Daikei Shimizu (清水大敬)
- Meilleur espoir féminin : Yuri Ishihara (石原ゆり), Kyōko Takagi (高木杏子), Kyōko Irohani (ゐろはに京子), Megumi Ishihara (石原めぐみ), Yumi Yoshiyuki
- Meilleur réalisateur débutant : Hiroshi Ando (安藤尋)
- Prix de la technique : Yasumasa Konishi (小西泰正 -Technique cinématographique)
- Prix spécial du jury : 神戸軍団（神戸顕一が組織した若手男優グループ。樹かず・真央はじめ・山本清彦・森純）

## 1994

### Prix des dix meilleurs films
Le titre du film est donné en anglais lorsque le film a été diffusé en occident.
| Classement,       | Titre du Film | Producteur | Réalisateur                   |
| ----------------- | --- | ---------- | ----------------------------- |
| 1.                | Keep on Masturbating: Non-Stop Pleasure 連続ＯＮＡＮＩＥ 乱れっぱなし Renzoku onanie: midareppanashi                                      | Kokuei     | Toshiya Ueno                  |
| 2.                | I Like You, I Like You Very Much あなたがすきです、だいすきです Anata ga suki desu, daisuki desu                                          | ENK        | Hiroyuki Oki                  |
| 3.                | Mad Affair: Promiscuous Wife 狂乱不倫妻 熱いうめき Kyoran furin-zuma: atsui umeki                                                         | Kokuei     | Kazuhiro Sano                 |
| 4.                | Molester's Train Housewife: Madam is a Pervert alias Tandem 痴漢電車人妻篇 奥様は痴女 Chikan densha hitozuma-hen: Okusama wa chijo        | Shintōhō   | Toshiki Satō                  |
| 5.                | Disgusting Foreplay: Strong Feelings いやらしい前戯 すごく感じる Iyarashii zengi: sugoku kanjiru                                          | Kokuei     | Kunihiko Matsuoka             |
| 6.                | Dirty Wife Getting Wet いやらしい人妻 濡れる Iyarashii Hitozuma: Nureru alias Love - 0 = Infinity                                         | Kokuei     | Hisakazu Hata (Hisayasu Satō) |
| 7.                | Burning at Twilight: The Myth of a Gay Bar 黄昏に燃えて あるハッテンバ神話 Tasogore ni moete: aru hattenba shinwa                         | ENK        | Ryuji Yamamoto                |
| 8.                | Angel in September 本番レズ 恥ずかしい体位 Honban les: hazukashii taii                                                                    | Kokuei     | Takahisa Zeze                 |
| 9.                | Dream of Garuda / High Class Soap Technique 4: Blissful Secret Play 高級ソープテクニック４ 悶絶秘戯 Kōkyū sōpu tekunikku 4: monzetsu higi | Kokuei     | Takahisa Zeze                 |
| 9. (ex æquo)      | Real Underwear Body 本番下半身 Homban shitagitai                                                                                          | Xces Film  | Yutaka Ikejima                |
| Mention honorable | Lots of Peeping: Hot Underpanties of a Lover 覗きがいっぱい 愛人の生下着 Nozoki ga ippai: aijin no nama-shitagi                           | Kokuei     | Toshiki Satō                  |

### Prix attribués à titre personnel
- Meilleur réalisateur : Toshiya Ueno (Keep on Masturbating: Non-Stop Pleasure）,Toshiki Satō (Tandem / Molester Train Married Woman Edition: Wife Is a Pervert 痴漢電車人妻篇　奥様は痴女 Chikan densha hitozuma-hen: Okusama wa chijo, etc.)
- Meilleur scénariste : Takahisa Zeze (Keep on Masturbating: Non-Stop Pleasure, etc.)
- Meilleures actrices :Kiyomi Itō (Dirty Wife Getting Wet, etc.), Yuri Ishihara (変態奴隷秘書　うごめく舌, etc.), Misao Sugihara (どスケベ家政婦　下半身拭い, etc.), Yumi Yoshiyuki (不倫妻　一夜の快楽, etc.)
- Meilleurs acteurs : Takeshi Ito (Keep on Masturbating: Non-Stop Pleasure, etc.), Daikei Shimizu (Tandem / Molester Train Married Woman Edition: Wife Is a Pervert
痴漢電車人妻篇　奥様は痴女
Chikan densha hitozuma-hen: Okusama wa chijo (?), etc.)
- Meilleur réalisateur débutant : Hiroyuki Oki (I Like You, I Like You Very Much)
- Meilleur espoir féminin : Kozue Aoki ((淫)四十八手　巨乳責め, etc.), Hotaru Hazuki (Keep on Masturbating: Non-Stop Pleasure, etc.), Chinami Hayashida (覗きがいっぱい　愛人の生下着, etc.)
- Prix de la technique : Masato Nakao (Technique cinématographique: Angel in September
 本番レズ　恥ずかしい体位
Honban les: hazukashii taii, etc.)
- Prix spécial du jury : Non attribué

## 1995

### Prix des dix meilleurs films
Le titre du film est donné en anglais lorsque le film a été diffusé en occident.
| Classement        | Titre du Film                                                                                                 | Producteur                 | Réalisateur        |
| ----------------- | --- | -------------------------- | ------------------ |
| 1.                | Blissful Genuine Sex: Penetration! 悶絶本番 ぶちこむ Monzetsu honban: buchikomu                               | Kokuei                     | Toshiki Satō       |
| 2.                | Sexual Desires in the Ladies' Restroom: Dripping! 色情女子便所 したたる！ Shikijō joshibenjo: shitataru!      | Xces Film                  | Yutaka Ikejima     |
| 3.                | Endless Sex 終わらないセックス Owaranai sex                                                                   | Kokuei                     | Takahisa Zeze      |
| 4.                | Mistake ミステイク                                                                                            | ENK                        | Yutaka Ikejima     |
| 4. (ex æquo)      | Hunter's Sense of Touch 狩人たちの触覚 Karyudo-tachi no shokkaku                                              | ENK                        | Hisayasu Satō      |
| 4. (ex æquo)      | Parade パレード                                                                                               | OP Eiga aka Ōkura Pictures | Kuninori Yamazaki  |
| 7.                | Molester's Train: Ultimate Woman 痴漢電車 絶倫おんな Chikan densha: zetsurin onna                             | Kokuei                     | Takaaki Hashiguchi |
| 8.                | Big Lecher Girl ドすけべ母娘 Dosukebeoyako                                                                    | Kokuei                     | Kunihiko Matsuoka  |
| 9.                | Slut Wife: While Husband's Away aka Rafureshia すけべ妻 夫の留守に Sukebe-zuma: otto no rusu ni               | Kokuei                     | Hisayasu Satō      |
| 10.               | Used Up Underwear 使用済み生下着 Shiyōzumi seishitagi                                                         | Xces Film                  | Sachio Kitazawa    |
| Mention honorable | Black Sex Obi: Thighs of the Wife in Black 黒い性感帯 喪服妻の太股 Kuroi seikan obi: Mofuku tsuma no futomata | Xces Film                  | Sachio Kitazawa    |

### Prix attribués à titre personnel
- Meilleur réalisateur : Takahisa Zeze (Endless Sex (終わらないセックス, Owaranai sex?), etc.), Mototsugu Watanabe (濃蜜愛撫　とろける舌ざわり, etc.)
- Meilleur scénariste : Kyōko Godai (Mistake (ミステイク?), etc.)
- Meilleure actrice : Hotaru Hazuki (Blissful Genuine Sex: Penetration!, etc.),Yumi Yoshiyuki (Big Lecher Girl (ドすけべ母娘, Dosukebeoyako?), etc.)
- Meilleur acteur : Yota Kawase (Endless Sex (終わらないセックス, Owaranai sex?), etc.), Tarō Araki (Parade (パレード?), etc.)
- Meilleur réalisateur débutant : Masanori Sasaki (すけべ温泉　お座敷裸舞) (Sukebe Onsen: Ozashiki Rabu?)）
- Meilleur espoir féminin : Nanako (Rafureshia / Slut Wife: While Husband's Away (すけべ妻　夫の留守に, Sukebe-zuma: otto no rusu ni?), etc.), Ryoko Momoi (スワッピング狂い　山の手和服夫人編, etc.), Yukiko Izumi Sexual Desires in the Ladies' Restroom: Dripping!, etc.)
- Prix de la technique : Yasumasa Konishi (Technique cinématographique: Blissful Genuine Sex: Penetration!, etc.)
- Prix spécial du jury : Kokuei

## 1996

### Prix des dix meilleurs films
Le titre du film est donné en anglais lorsque le film a été diffusé en occident.
| Classement        | Titre du Film | Producteur | Réalisateur        |
| ----------------- | --- | ---------- | ------------------ |
| 1.                | Adultery Diary: One More Time While I'm Still Wet 不倫日記 濡れたままもう一度 Furin Nikki: Nureta mama Mō Ichidō                                        | Kokuei     | Toshiki Satō       |
| 2.                | Upcoming Scenery 赫い情事 Akai Jōji | Kokuei     | Takahisa Zeze      |
| 3.                | Scent of a Female: Rapturous Pistil 牝臭 とろける花芯 Menshū: Torokeru Kashin                                                                           | Kokuei     | Takahisa Zeze      |
| 4.                | SM Teacher: Tied Up by Students ＳＭ教師 教え子に縛られて SM Kyōshi: Oshieko ni Shibarete                                                               | Xces Film  | Yutaka Ikejima     |
| 5.                | Forbidden Affair: Adulterous Wife Legs Spread Wide Open alias Slow Motion 禁じられた情事 不倫妻大股びらき Kinjirareta Jōji: Furin-zuma Ōmata Biragi     | Kokuei     | Toshiro Enomoto    |
| 6. (ex æquo)      | Love Me Danger 危なく愛して Love me Danger Abunaku ai Shite                                                                                             | ENK        | Yutaka Ikejima     |
| 6. (ex æquo)      | Kogal*KoMadam*Wife*Beautiful Mature Woman: Lewd Carnival コギャル・コマダム・人妻・美熟女 淫乱謝肉祭 Kogal*Komadamu*Hitozuma*Bijukujo: Inran Shanikusai | Shintōhō   | Yutaka Ikejima     |
| 8.                | 18 Years Old 十八歳 Jūhassai | ENK        | Takaaki Hashiguchi |
| 9.                | Women at a Secret Meeting: From Wives to Coeds 密会の女たち 人妻から女子大生まで Mikkai no Onnatachi: Hitozuma kara Joshidaisei made                    | Xces Film  | Sachio Kitazawa    |
| 10.               | Chronic Rutting Adultery Wife まん性発情不倫妻 Mansei Hatsujō Furin-zuma                                                                                | OP Eiga    | Yumi Yoshiyuki     |
| Mention honorable | The Wart 痴漢電車 感じるイボイボ Chikan Densha: Kanjiru Iboibo                                                                                          | Kokuei     | Shinji Imaoka      |

### Prix attribués à titre personnel
- Meilleur réalisateur : Takahisa Zeze (Upcoming Scenery (赫い情事, Akai jōji?), etc.)
- Meilleur scénariste : Masahiro Kobayashi (Adultery Diary: One More Time While I'm Still Wet）
- Meilleure actrice : Hotaru Hazuki (Adultery Diary: One More Time While I'm Still Wet, etc.), Yumi Yoshiyuki (Chronic Rutting Adultery Wife (まん性発情不倫妻, Mansei hatsujō furin-zuma?), etc.)
- Meilleur acteur : Yota Kawase (Upcoming Scenery (赫い情事, Akai jōji?), etc.), Kazuhiro Sano (SM Teacher: Tied Up by Students, etc.)
- Meilleur réalisateur débutant : Toshiro Enomoto (Forbidden Affair: Adulterous Wife Legs Spread Wide Open (禁じられた情事　不倫妻大股びらき, Kinjirareta jōji: furin-zuma ōmata biragi?)）, Yumi Yoshiyuki (Chronic Rutting Adultery Wife (まん性発情不倫妻, Mansei hatsujō furin-zuma?)）
- Meilleur espoir féminin : Azumi Yūki (Forbidden Affair: Adulterous Wife Legs Spread Wide Open (禁じられた情事　不倫妻大股びらき, Kinjirareta jōji: furin-zuma ōmata biragi?), etc.), Rena Sawaguchi (高校教師　私は、我慢できない, etc.), Makoto Tanaka (濃淫女　飲ませて！, etc.), Megumi Makihara (Scent of a Female: Rapturous Pistil (牝臭　とろける花芯, Menshū: torokeru kashin?), etc.), Maako Mizuno (The Wart）
- Prix de la technique : Kōichi Saitō (Technique cinématographique: Upcoming Scenery (赫い情事, Akai jōji?), etc.)
- Prix spécial du jury : OP Eiga

## 1997

### Prix des dix meilleurs films
Le titre du film est donné en anglais lorsque le film a été diffusé en occident.
| Classement        | Titre du Film | Producteur | Réalisateur                 |
| ----------------- | --- | ---------- | --------------------------- |
| 1.                | I Thought About You 思いはあなただけ Omoi wa anata dake                                                                                           | ENK        | Sachio Kitazawa             |
| 2.                | Rice Bowl of Sisters 姉妹どんぶり 抜かずに中で Shimai donburi: nukazuni nakade                                                                    | OP Eiga    | Yumi Yoshiyuki              |
| 3.                | Guts of a Mature Woman: Crimson Cleft 熟女のはらわた 真紅の裂け目 Jukujo no harawata: shinku no sakeme                                            | Kokuei     | Kazuhiro Sano               |
| 4.                | Beautiful Secretary: Rip Off the Panty Hose 美人秘書 パンストを剥ぐ Bijinhisho: pansuto wo hagu                                                   | OP Eiga    | Yutaka Ikejima              |
| 5.                | Apartment Wife: Midday Adultery 団地妻 白昼の不倫 Danchi-zuma: hakuchū no furin                                                                   | Kokuei     | Toshiki Satō                |
| 6.                | Excessively Lecherous Women スケベすぎる女ども Sukebe sugiru onnadomo                                                                             | OP Eiga    | Genji Shibahara             |
| 7.                | Lascivious Nurse Uniform Diary: Two or Three Times, While I'm Wet 白衣いんらん日記 濡れたまま二度､三度 Hakui inran nikki: nureta mama nido, sando | Shintōhō   | Mitsuru Meike               |
| 8.                | Big Brother's Wife, Want to Do It Once 一度はしたい兄貴の嫁さん Ichido wa shitai aniki no yonesan                                                 | Xces Film  | Shinji Kuma                 |
| 9.                | Red Lust 赤い欲情 はめ上手 Akai yokujō: hame uwate                                                                                                | Kokuei     | Toshiya Ueno                |
| 10.               | True Story of Violence: Screaming Women 暴行の実録 泣き叫ぶ女たち Bōkō no jitsuroku: nakisakebu onnatachi                                         | OP Eiga    | Genji Shibahara             |
| Mention honorable | Whore Hospital ピンサロ病院 ノーパン白衣 Pinsaro byoin nopan hakui                                                                                | Shintōhō   | Chise Matoba (Sachi Hamano) |

### Prix attribués à titre personnel
- Meilleur réalisateur : Yumi Yoshiyuki (Rice Bowl of Sisters (姉妹どんぶり　抜かずに中で, Shimai donburi: nukazuni nakade?)）
- Meilleur scénariste : Masahiro Kobayashi (Apartment Wife: Midday Adultery (団地妻　白昼の不倫, Danchi-zuma: hakuchū no furin?), etc.)
- Meilleure actrice : Megumi Makihara (Big Tits * Beautiful Tits * Obscene Tits: Rubbing Competition (巨乳・淫乳・美乳　揉みくらべ, Kyonyū*binyū*innyū: ~momikurabe~?), etc.), Hotaru Hazuki (Apartment Wife: Midday Adultery (団地妻　白昼の不倫, Danchi-zuma: hakuchū no furin?), etc.)
- Meilleur acteur : 神戸顕一 (True Story of Violence: Screaming Women (暴行の実録　泣き叫ぶ女たち, Bōkō no jitsuroku: nakisakebu onnatachi?), etc.), Makoto Sugimoto (alias:« Seiji Nakamitsu »(Archive.org • Wikiwix • Archive.is • Google • Que faire ?) (consulté le 19 avril 2013)) (ザ・痴漢教師　制服狩り, etc.)
- Meilleur réalisateur débutant : Mitsuru Meike (Lascivious Nurse Uniform Diary: Two or Three Times, While I'm Wet）
- Meilleur espoir féminin : 麻生みゅう (Guts of a Mature Woman: Crimson Cleft (熟女のはらわた　真紅の裂け目, Jukujo no harawata: shinku no sakeme?), etc.), Yoko Chōsokabe (どすけべ父娘　淫らな性生活, etc.), Motoko Sasaki (Beautiful Secretary: Rip Off the Panty Hose (美人秘書　パンストを剥ぐ, Bijinhisho: pansuto wo hagu?), etc.)
- Prix de la technique : Yasumasa Konishi (Technique cinématographique: Rice Bowl of Sisters (姉妹どんぶり　抜かずに中で, Shimai donburi: nukazuni nakade?), etc.)
- Prix spécial du jury : Posthumous: Hideo Ito

## 1998

### Prix des dix meilleurs films
Le titre du film est donné en anglais lorsque le film a été diffusé en occident.
| Classement        | Titre du Film | Producteur        | Réalisateur      |
| ----------------- | --- | ----------------- | ---------------- |
| 1.                | Moon Light Dinner 超いんらん 姉妹どんぶり Chōinran: shimai donburi                                               | Kokuei            | Yutaka Ikejima   |
| 2.                | Shinjuku Diary: Scaredy Cat 新宿♀日記 迷い猫 Shinjuku*nikki: mayoi neko                                          | Kokuei / Shintōhō | Toshiki Satō     |
| 3.                | Black and Black: Out of This World 黒と黒 OUT OF THIS WORLD Kuro to kuro: out of this world                      | ENK               | Niizata Mosaku   |
| 4.                | This Sort of Couple こんな、ふたり Konna futari                                                                  | ENK               | Yutaka Ikejima   |
| 5.                | Girl in Heat: Thread-Pulling Underwear 発情娘 糸ひき生下着 Hatsujō musume: itohiki seishitagi                    | OP Eiga           | Yumi Yoshiyuki   |
| 6.                | Report on Blind Passion: Shameless 痴情報道 悦辱肉しびれ Chijōhōdō: etsuhajishibire                              | OP Eiga           | Yutaka Ikejima   |
| 7.                | The Bride's Vibrator: Drilling 花嫁バイブ淫行 えぐる Hanayome baibu inkō: eguru                                  | OP Eiga           | Yutaka Ikejima   |
| 8.                | ぐしょ濡れ美容師 すけべな下半身 Gushonure Biyōshi: Sukebena Kahanshin                                            | Shintōhō          | Mitsuru Meike    |
| 9.                | Dangerous Affair: Drool of the Beast あぶない情事 獣のしたたり Abunai jōji: kedamono no shitatari                | Kokuei            | Yoshitaka Kamata |
| 10.               | Mature Woman Soap: Thrusting In and Out 熟女ソープ 突きぬけ発射 Jukujo soap: tsukinuke hassha                    | Shintōhō          | Toshiro Enomoto  |
| Mention honorable | Nurse and Married Woman: The Lustful Sister-in-Law 白衣と人妻 したがる兄嫁 Byakui to hitozuma: shitagaru aniyome | Kokuei            | Toshiya Ueno     |

### Prix attribués à titre personnel
- Meilleur réalisateur : Yutaka Ikejima (Moon Light Dinner, etc.)
- Meilleur scénariste : Kyōko Godai (Moon Light Dinner, etc.)
- Meilleure actrice : Yoko Chōsokabe (Shinjuku Diary: Scaredy Cat (新宿♀日記　迷い猫, Shinjuku*nikki: mayoi neko?), etc.), Nao Saito (生尻娘のあえぎ汁, etc.)
- Meilleur acteur : Yota Kawase (Girl in Heat: Thread-Pulling Underwear (発情娘　糸ひき生下着, Hatsujō musume: itohiki seishitagi?), etc.), Makoto Sugimoto (alias:Seiji Nakamitsu) (不浄下半身　尼寺の情事２, etc.), Kikuo Honda (alias:Kikujiro Honda) (白衣と人妻　したがる兄嫁, etc.)
- Meilleur réalisateur débutant : Yoshitaka Kamata (Dangerous Affair: Drool of the Beast (あぶない情事　獣のしたたり, Abunai jōji: kedamono no shitatari?), etc.), iroyoshi Sejima (人妻銀行員　不倫密会, etc.)
- Meilleur espoir féminin : Kanae Mizuhara (Moon Light Dinner, etc.), Yumeka Sasaki (ぐしょ濡れ美容師　すけべな下半身, etc.), Yōko Satomi (人妻と愛人　不倫ハメ覗き, etc.)
- Prix de la technique : Yasumasa Konishi (Technique cinématographique: Girl in Heat: Thread-Pulling Underwear (発情娘　糸ひき生下着, Hatsujō musume: itohiki seishitagi?), etc.)
- Prix spécial du jury : 亀有名画座

## 1999

### Prix des dix meilleurs films
Le titre du film est donné en anglais lorsque le film a été diffusé en occident.
| Classement        | Titre du Film | Producteur        | Réalisateur      |
| ----------------- | --- | ----------------- | ---------------- |
| 1.                | Office Lady Love Juice ＯＬの愛汁 ラブジュース OL no Aijiru: Rabu Jūsu                                                                                        | Kokuei            | Yūji Tajiri      |
| 2.                | Anarchy in Japansuke: The Woman Who Comes When Watched アナーキー・イン・じゃぱんすけ 見られてイク女 Anaakii in Japansuke: Rensa Yūkai                        | Kokuei / Shintōhō | Takahisa Zeze    |
| 3.                | The Lustful Sister-in-Law 2: Erotic Games したがる兄嫁２ 淫らな戯れ Shitagaru Aniyome 2: Midara na Tawamure                                                   | Kokuei            | Toshiya Ueno     |
| 4.                | Addicted to Love 僕は恋に夢中 Boku wa Koi ni Muchu | OP Eiga           | Yumi Yoshiyuki   |
| 5. (ex æquo)      | Public Lavatory: I've Been Loitering 公衆便所 私いたずらされました Kōshūbenjo: Watakushi Itazurasaremashita                                                   | Xces Film         | Hiroyoshi Sejima |
| 5. (ex æquo)      | Deadline: Play Shima Uta, to Men's Souls デッドライン 島唄よ響け、男たちの魂に Deadline: Shimautayo Hibike, Otokotachi no Tamashii ni                         | ENK               | Niizata Mosaku   |
| 7. (ex æquo)      | Peeking at Mother-in-Law: On Tiptoe with Tongue's Entwined 義母覗き 爪先に舌絡ませて Gibo Nozoki: Tsumasaki ni Shita Karamasete                               | OP Eiga           | Minoru Kunizawa  |
| 7. (ex æquo)      | No-Underwear Housewife: Wildly Immoral Weekend ノーパン妻 週末は不倫狂い Nōpan Tsuma: Shūmatsu wa Furin Kurui                                                 | OP Eiga           | Minoru Kunizawa  |
| 9.                | Lustful Hot Spring: The Slime of Beautiful Skin 愛欲温泉 美肌のぬめり Aiyoku Onsen: Bihada no Numeri                                                          | Kokuei / Shintōhō | Toshiki Satō     |
| 9.(ex æquo)       | New Apartment Wife: Adultery Is the Taste of Honey alias Only for Tonight… 新・団地妻 不倫は蜜の味 Shin Danchi-zuma: Furin wa Mitsu no Aji (Koyoi Kagiri wa…) | Kokuei / Shintōhō | Toshiki Satō     |
| Mention honorable | Sopping Wet Married Teacher: Doing It in Uniform alias Despite All That ぐしょ濡れ人妻教師 制服で抱いて Gushonure Hitozuma Kyōshi - Seifuku de idaite         | Kokuei            | Shinji Imaoka    |

### Prix attribués à titre personnel
- Meilleur réalisateur : Yūji Tajiri (Office Lady Love Juice）
- Meilleur scénariste : Kōsuke Takeda (Office Lady Love Juice, etc.)
- Meilleure actrice : Yōko Satomi (Wolf Teacher 3: The Smell of School Uniforms (ザ・痴漢教師３　制服の匂い, Za chikan kyōshi 3: seifuku no nioi?), etc.), Hotaru Hazuki (The Lustful Sister-in-Law 2: Erotic Games (したがる兄嫁２　淫らな戯れ, Shitagaru aniyome 2: midara na tawamure?), etc.)
- Meilleur acteur : Mikio Satō (Office Lady Love Juice, etc.), Kazuhiro Sano (見られてイク女, etc.)
- Meilleur réalisateur débutant : Rei Sakamoto Sex Friend: Wet Season (セックス・フレンド　濡れざかり, Sekkusu Furendo: Nurezakari?)
- Meilleur espoir féminin : Kinako Satō (Sex Friend: Wet Season, etc.), Mayuko Sasaki (Peeking at Mother-in-Law: On Tiptoe with Tongue's Entwined (義母覗き　爪先に舌絡ませて, Gibo nozoki: tsumasaki  ni shita karamasete?), etc.), Mitsuyo Suwa (愛欲みだれ妻, etc.), Hitomi Yamazaki (好色夫婦　すすって欲しい, etc.)
- Prix de la Technique : Isao Yamada (Musique: Lustful Hot Spring: The Slime of Beautiful Skin (愛欲温泉　美肌のぬめり, Aoyoku onsen: bihada no numeri?), etc.)
- Prix spécial du jury : 亀有名画座＆ラストショー亀有名画座スタッフ

## 2000

### Prix des dix meilleurs films
Le titre du film est donné en anglais lorsque le film a été diffusé en occident.
| Classement        | Titre du Film | Producteur        | Réalisateur        |
| ----------------- | --- | ----------------- | ------------------ |
| 1.                | Sad and Painful Search: Office Lady Essay せつなく求めて ＯＬ編 Setsunaku motomete: OL hen                                                            | OP Eiga           | Tarō Araki         |
| 2.                | Pink Salon Hospital 3: No-Pants Exam Room ピンサロ病院３ ノーパン診察室 Pinsaro Byōin 3: Nōpan Shinsatsushitsu                                        | Shintōhō          | Mototsugu Watanabe |
| 3.                | The Bride is Wet on the Wedding Night 花嫁は初夜に濡れて Hanayome wa shoya ni nurete                                                                  | OP Eiga           | Minoru Kunizawa    |
| 4.                | Lecherous Older Sister どすけべ姉ちゃん Dosukebe anechan                                                                                              | Kokuei            | Toshiya Ueno       |
| 5.(ex æquo)       | Endless Lust: Heat Me Up! 果てしない欲情 もえさせて！ Hate shinai yokujō: mowaseste!                                                                  | Kokuei / Shintōhō | Toshiki Satō       |
| 5.(ex æquo)       | Adulterous Desires: I Want to be Satisfied 不倫願望 癒されたい Furinkanbō: iyasaretai                                                                 | OP Eiga           | Minoru Kunizawa    |
| 7.                | Sex Guy's Inn: Women's Wiggling Asses 性奴の宿 うごめく女尻 Seiyatsu no yado: ugokumeku mejiri                                                        | OP Eiga           | Yutaka Ikejima     |
| 8.                | Apartment Wife: Adulterous Passion 団地妻 不倫でラブラブ Danchi-zuma: furin de rabu rabu                                                              | Kokuei / Shintōhō | Toshiki Satō       |
| 9.                | Lolita-Colored Underpants ロリ色の生下着 Loli iro no seishitagi                                                                                       | OP Eiga           | Yutaka Ikejima     |
| 10.               | B-Grade Video Correspondent: AV Guy: Extraction Shop Ken Ｂ級ビデオ通信 ＡＶ野郎・抜かせ屋ケンちゃん B-kyū bideo tsūshin: AV yarō: nukase-ya Ken-chan | Xces Film         | Rokurō Mochizuki   |
| Mention honorable | Lustful Wife: Embarrassing Tendencies 欲情夫人 恥かしい性癖 Yokujō fujin: hazukashii seihiku                                                          | Xces Film         | Sachio Kitazawa    |

### Prix attribués à titre personnel
- Meilleur réalisateur : Minoru Kunizawa (The Bride is Wet on the Wedding Night (花嫁は初夜に濡れて, Hanayome wa shoya ni nurete?), etc.)
- Meilleur scénariste : Masahiro Kobayashi (Lecherous Older Sister, etc.)
- Meilleure actrice : Mayuko Sasaki (Sex Guy's Inn: Women's Wiggling Asses, etc.), Ayumu Tokitō (黒下着の淫らな戯れ, etc.)
- Meilleur acteur : Tomohiro Okada (Sad and Painful Search: Office Lady Essay, etc.)
  - Seiji Nakamitsu (Lolita-Colored Underpants (ロリ色の生下着, Loli iro no seishitagi?), etc.)
- Meilleur réalisateur débutant : Kajino (鎖縛　ＳＡＢＡＫＵ）
- Meilleur espoir féminin : Shiori Kawamura ({Sex Guy's Inn: Women's Wiggling Asses, etc.), Yuki Yokohama (Endless Lust: Heat Me Up! (果てしない欲情　もえさせて！, Hate shinai yokujō: mowaseste!?), etc.), Atsuko Suzuki (Lolita-Colored Underpants (ロリ色の生下着, Loli iro no seishitagi?), etc.), Ami Minami (Adulterous Desires: I Want to be Satisfied (不倫願望　癒されたい, Furinkanbō: iyasaretai?), etc.)
- Prix de la technique : Shōji Shimizu (Technique cinématographique: Sad and Painful Search: Office Lady Essay, etc.)
- Prix spécial du jury : Ｐ１グランプリ２０００実行委員会

## 2001

### Prix des dix meilleurs films
| Classement        | Titre du Film | Producteur        | Réalisateur                                                                                             |
| ----------------- | --- | ----------------- | --- |
| 1.                | Apartment Wife: Moans from Next Door 団地妻 隣りのあえぎ Danchi-zuma: Tonari no Aegi                                        | Kokuei / Shintōhō | Toshiki Satō                                                                                            |
| 2.                | Mourning Wife 喪服の女 崩れる Mofuku no Onna: Kuzureru                                                                      | Shintōhō          | « Daisuke Goto »(Archive.org • Wikiwix • Archive.is • Google • Que faire ?) (consulté le 19 avril 2013) |
| 3.                | Groper Train 痴漢電車 さわってビックリ！ Chikan Densha: Sawatte Bikkuri!                                                    | Shintōhō          | Toshiro Enomoto                                                                                         |
| 4.                | Sister-in-Law's Wet Thighs 義姉さんの濡れた太もも Oneesan no Nureta Futomomo                                                | OP Eiga           | Tarō Araki                                                                                              |
| 5.                | New * Desired Sister-in-Law: Immoral Relations 新・したがる兄嫁 ふしだらな関係 Shin * Shitagaru Aniyome: Fushidarana Kankei | Kokuei / Shintōhō | Toshiya Ueno                                                                                            |
| 6.                | Office Lady Sisters: I Want to Sleep with You 姉妹ＯＬ 抱きしめたい Shimai OL: Itakishimetai                                | Kokuei            | Yūji Tajiri                                                                                             |
| 7.                | The Suicide Chain 18才 下着の中のうずき Jū Hassai Shitagi no Nakano Uzuki                                                   | Kokuei            | Rei Sakamoto                                                                                            |
| 8.                | Private Lessons: Home Teacher's Breast プライベート・レッスン 家庭教師の胸元 Puraibeeto * Ressun: Kateikyoshi no Munamoto   | OP Eiga           | Minoru Kunizawa                                                                                         |
| 9.                | Young Wive's Pleasure Lessons: Enslaved 若妻快楽レッスン 虜 Wakazuma Kairaku Ressun: Toriko                                 | Shintōhō          | Mamoru Watanabe                                                                                         |
| 10.               | Over-Thirty Alumnus Association 三十路同窓会 ハメをはずせ！ Misojidōsōkai: Hame o Hazuse!                                   | Xces Film         | Kazue Nakamura                                                                                          |
| Mention honorable | Immoral First Love: Loving from the Nipples 初恋不倫 乳首から愛して Hatsukoifurin: Chikubi kara Aishite                     | OP Eiga           | Tarō Araki                                                                                              |

### Prix attribués à titre personnel
- Meilleur réalisateur : Tarō Araki (Sister-in-Law's Wet Thighs, etc.)
- Meilleur scénariste : Shinji Imaoka (Apartment Wife: Moans from Next Door, etc.)
- Meilleure actrice : Yōko Satomi (Young Wive's Pleasure Lessons: Enslaved (若妻快楽レッスン　虜, Wakazuma kairaku ressun: toriko?), etc.), Mayuko Sasaki (Mourning Wife, etc.), Mayumi Sawaki (濡れる美人妻　ハメられた女, etc.)
- Meilleur acteur : Yota Kawase (Molester's Train: Touch and Surprise! (痴漢電車　さわってビックリ！, Chikan densha: sawatte bikkuri!?), etc.), Seiji Nakamitsu (いんらん母娘　ナマで愛して, etc.)
- Meilleur réalisateur débutant : Kenji Hanyū (和服熟女の性生活　二十・三十・四十歳）)
- Meilleur espoir féminin : Mao Nakagawa (Apartment Wife: Moans from Next Door, etc.), Yukari Iwashita (美人おしゃぶり教官　肉体㊙教習 (?) - Bijin Oshaburi Kyoukan: Nikutai Maruhi Kyoushū, etc.), Mayu Asada (Groper Train (痴漢電車　さわってビックリ！, Chikan densha: sawatte bikkuri!?)）
- Prix de la technique : Masahide Iioka (Technique cinématographique: Mourning Wife, etc.)
- Prix spécial du jury : Satoru Kobayashi (posthume)

## 2002

### Prix des dix meilleurs films
Le titre du film est donné en anglais lorsque le film a été diffusé en occident.
| Classement | Titre du Film | Producteur        | Réalisateur       |
| ---------- | --- | ----------------- | ----------------- |
| 1.         | A Saloon Wet with Beautiful Women 美女濡れ酒場 Bijo nure sakaba | OP Eiga           | Tatsuro Kashihara |
| 2.         | Cuffs / Handcuffs / Lost Virgin: Resigned to Paid Dating ロスト・ヴァージン やみつき援助交際 Rosuto baajin: yamitsuki enjo kōsai                                          | Kokuei / Shintōhō | Toshiki Satō      |
| 3.         | Office Lady's Sexual Confession: Burning Love Affair ＯＬ性告白 燃えつきた情事 OL Seikokuhaku: Moetsukita Jōji                                                            | Shintōhō          | Yutaka Ikejima    |
| 4.         | Wive's Meeting Place: Wives Sexual Tendencies the Husband Does Not Know 人妻出会い系サイト 夫の知らない妻の性癖 Hitozuma deaikei site: otto no shiranai tsuma no seihikki | Shintōhō          | Toshiro Enomoto   |
| 5.         | Shameful Family: Pin Down Technique ハレンチ・ファミリー 寝ワザで一発 Harenchi Famirii: Newaza de Ippatsu                                                                 | Kokuei / Shintōhō | Mitsuru Meike     |
| 6.         | Adulterous Wife: Dizzy 不倫する人妻 眩暈 Furin suru hitozuma: memai | Kokuei / Shintōhō | Yūji Tajiri       |
| 7.         | Molester's Bus 2: Heat of the Over Thirty 痴漢バス２ 三十路の火照り Chikan basu 2: misoji no hoteri                                                                       | OP Eiga           | Tarō Araki        |
| 8.         | Obscene Stalker: It Holds in Darkness! 猥褻ストーカー 暗闇で抱いて！ Waisetsu stōkaa: kurayami de idaite!                                                                 | Shintōhō          | Yutaka Ikejima    |
| 9.         | Delivery Health Girl: The Moisture of Silken Skin デリヘル嬢 絹肌のうるおい Deriherujō: kinuhada no uruoi                                                                 | OP Eiga           | Yutaka Ikejima    |
| 10.        | Older Woman: Hakata Beauty's Shyness 年上の女 博多美人の恥じらい Toshiue no onna: hakata bijin no hajirai                                                                 | OP Eiga           | Tarō Araki        |

### Prix attribués à titre personnel
- Meilleur réalisateur : Mitsuru Meike (Shameful Family: Pin Down Technique, etc.)
- Meilleur scénariste : Tatsuro Kashihara (A Saloon Wet with Beautiful Women, etc.)
- Meilleure actrice : Koharu Yamasaki (A Saloon Wet with Beautiful Women, etc.), Hotaru Hazuki (Obscene Stalker: It Holds in Darkness!, etc.), ゆき (探偵物語　甘く淫らな罠, etc.)
- Meilleur acteur : Yasushi Takemoto (A Saloon Wet with Beautiful Women, etc.), Kazuhiro Sano (Shameful Family: Pin Down Technique, etc.)
- Meilleur réalisateur débutant : Tatsuro Kashihara (A Saloon Wet with Beautiful Women）
- Meilleur espoir féminin : Misaki Wakamiya (A Saloon Wet with Beautiful Women, etc.), Nikki Sasaki (The Lost Virgin / Lost Virgin: Resigned to Paid Dating (ロスト・ヴァージン　やみつき援助交際, Rosuto baajin: yamitsuki enjo kōsai?)）, Ruri Tachibana (人妻陰悶責め, Hitozuma Inmon Zeme, etc.), Noriko Masaki (Delivery Health Girl: The Moisture of Silken Skin (デリヘル嬢　絹肌のうるおい, Deriherujō: kinuhada no uruoi?), etc.)
- Prix de la technique : Takuya Hasegawa (Technique cinématographique: A Saloon Wet with Beautiful Women, etc.)
- Prix spécial du jury : Fukuoka Ōkura Theater

## 2003[2],[6]

### Prix des dix meilleurs films
Le titre du film est donné en anglais lorsque le film a été diffusé en occident.
| Classement | Titre du Film                                                                                                   | Producteur        | Réalisateur     |
| ---------- | --- | ----------------- | --------------- |
| 1.         | Obscene Internet Group Make Me Come!! alias Ambiguous 猥褻ネット集団 いかせて!! Waisetsu Netto Shūdan Ikasete!! | Kokuei / Shintōhō | Toshiya Ueno    |
| 2.         | Adulterous Wife's Dirty Afternoon 不倫妻の淫らな午後 Furin-zuma no Midara na Gogo                               | OP Eiga           | Yutaka Ikejima  |
| 3.         | Married Women Who Want a Taste 味見したい人妻たち Ajimi Shitai Hitozuma-tachi                                   | Xces Film         | Hideo Jōjō      |
| 4.         | Irresistable Angel: Suck It All Up 悩殺天使 吸い尽くして Nōsatsu Tenshi: Sūi Tsukushite                         | OP Eiga           | Minoru Kunizawa |
| 5.         | A Lonely Cow Weeps at Dawn 痴漢義父 息子の嫁と… Chikan Gifu: Musuko no Yome to…                                 | Shintōhō          | Daisuke Gotō    |
| 6.         | Beautiful Breast Violence: Indecent Nude 美乳暴行 ひわいな裸身 Binyū Bōkō: Hiwai na Ratai                       | OP Eiga           | Tarō Araki      |
| 7.         | Eighteen Year-Old, Uniform's Breast 十八歳、制服の胸元 Jūhassai, Seifuku no Munamoto                            | OP Eiga           | Minoru Kunizawa |
| 8.         | The Girl Next Door: Taste of Short Steps 隣のお姉さん 小股の斬れ味 Tonari no Onesan: Komata no Kireaji          | OP Eiga           | Tarō Araki      |
| 9.         | Men Who Love 恋する男たち Ai-suru Otoko-tachi                                                                   | OP Eiga           | Yutaka Ikejima  |
| 10.        | Office Lady Diary: Panting Female Orifice ＯＬ日記 あえぐ牝穴 OL Nikki: Aegu Mesuana                            | OP Eiga           | Shigeo Moriyama |

### Prix attribués à titre personnel
- Meilleur réalisateur : Minoru Kunizawa (Irresistable Angel: Suck It All Up, etc.)
- Meilleur scénariste : Tatsurō Kashihara (Irresistable Angel: Suck It All Up, etc.), Hidekazu Takahara (Obscene Internet Group Make Me Come!!）
- Meilleure actrice : Motoko Sasaki (Adulterous Wife's Dirty Afternoon, etc.), Azusa Sakai (ノーパン秘書　悶絶社長室, etc.), Ruri Tachibana (Irresistable Angel: Suck It All Up, etc.)
- Meilleur acteur : Kikujirō Honda (ノーパン秘書　悶絶社長室, etc.), Katsumasa Shirato (Married Women Who Want a Taste, etc.)
- Meilleur réalisateur débutant : Hideo Jōjō (Married Women Who Want a Taste, etc.)
- Meilleur espoir féminin : Machiko Mai (ノーパン秘書　悶絶社長室, etc.), Mashiro (Chikan Matagura Nozoki (痴漢股ぐらのぞき?), etc.), Shōko Mikami (Tsuma no Imōto: Ikenai Yokujō (妻の妹　いけない欲情?), etc.), Reiko Yamaguchi (新・日本エロばなし　人妻竜宮城, etc.)
- Prix de la technique : Takuya Hasegawa (Technique cinématographique: (Irresistable Angel: Suck It All Up, etc.)
- Prix spécial du jury : Kanda Academy Theater

## 2004[3]

### Prix des dix meilleurs films
Le titre du film est donné en anglais lorsque le film a été diffusé en occident.
| Classement        | Titre du Film | Producteur        | Réalisateur       |
| ----------------- | --- | ----------------- | ----------------- |
| 1.                | Lunch Box 熟女・発情 タマしゃぶり Jukujō: Hatsujō Tamashaburi                                                                                 | Kokuei / Shintōhō | Shinji Imaoka     |
| 2.                | Housekeeper with Beautiful Skin: Made Wet with Finger Torture 美肌家政婦 指責め濡らして Mihada Kaseifu: Yubi Zeme Nurashite                   | OP Eiga           | Tarō Araki        |
| 3.                | Twitch – You Are My Toy 淫らな唇 痙攣 Midarana Kuchibiru: Keiren                                                                              | Kokuei / Shintōhō | Yūji Tajiri       |
| 4.                | Tsumugi 制服美少女 先生あたしを抱いて Seifuku Bishōjo: Sensei Atashi o Daite                                                                  | Kokuei / Shintōhō | Hidekazu Takahara |
| 5.                | When I Need You Most せつないかもしれない Setsunaikamo Shirenai                                                                               | OP Eiga           | Yumi Yoshiyuki    |
| 5.(tie)           | Married Couple Swap Night: My Wife and Your Husband 夫婦交換前夜 私の妻とあなたの奥さん Fūfu Kōkan Zenya: Watashi no Tsuma to Anata no Okusan | Shintōhō          | Daisuke Goto      |
| 7.                | Aspiring Home Tutor: Soiled Pure Whiteness 憧れの家庭教師 汚された純白 Akogare no Kateikyōshi: Yogosareta Junbaku                             | OP Eiga           | Yumi Yoshiyuki    |
| 8.                | Widow * Second Wife: Real Sucking Engulfing a Rare Utensil 後家・後妻 生しゃぶ名器めぐり Goke*gozai: Seishaburi Meikimeguri                   | OP Eiga           | Shigeo Moriyama   |
| 9.                | Picture Book of a Beautiful Young Girl: Soaked Uniform 美少女図鑑 汚された制服 Bishōjozukan: Abusareta Seifuku                                | OP Eiga           | Tetsuya Takehora  |
| 10.               | Bitter Sweet 濃厚不倫 とられた女 Nōkō Furin: Torareta Onna                                                                                    | Kokuei / Shintōhō | Mitsuru Meike     |
| Mention honorable | Wife Taxi: Crowded with Big Tits 人妻タクシー 巨乳に乗り込め Hitozuma Takushii: Kyonyū ni Norikomu                                            | OP Eiga           | Yutaka Ikejima    |

### Prix attribués à titre personnel
- Meilleur réalisateur : Shinji Imaoka (Lunch Box）
- Meilleur scénariste : Yumi Yoshiyuki (Housekeeper with Beautiful Skin: Made Wet with Finger Torture, etc.)
- Meilleure actrice : Yumika Hayashi (Lunch Box, etc.), Yumeka Sasaki (Twitch – You Are My Toy, etc.)
- Meilleur acteur : Kōji Makimura (Wife Taxi: Crowded with Big Tits, etc.), Masayoshi Nogami (桃尻姉妹　恥毛の香り, etc.)
- Meilleur réalisateur débutant : Tetsuya Takehora (Picture Book of a Beautiful Young Girl: Soaked Uniform, etc.)
- Meilleur espoir féminin : Lemon Hanazawa (Lunch Box, etc.), Sora Aoi (Tsumugi）, Emi Kitagawa (処女花嫁　初めての悦び, etc.), Sayaka Kitagawa (乱痴女　美脚フェロモン, etc.)
- Prix de la technique : Masahide Iioka (Technique cinématographique: Twitch – You Are My Toy, etc.)
- Prix spécial du jury : Non décerné

## 2005
Le titre du film est donné en anglais lorsque le film a été diffusé en occident.

### Prix des dix meilleurs films
| Classement        | Titre du Film | Producteur        | Réalisateur       |
| ----------------- | --- | ----------------- | ----------------- |
| 1.                | Paid Companionship Story: Girls Who Want to Do It alias Frog Song 援助交際物語 したがるオンナたち Enjo-Kōsai Monogatari: Shitagaru Onna-tachi | Kokuei / Shintōhō | Shinji Imaoka     |
| 2.                | Blind Love わいせつステージ 何度もつっこんで Waisetsu Suteeji: Nando mo Tsukkonde                                                             | Kokuei / Shintōhō | Daisuke Goto      |
| 3.                | Chikan Densha: Suggestive Indecent Hips 痴漢電車 挑発する淫ら尻 Chikan Densha: Chōhatsusuru Midara Shiri                                      | Shintōhō          | Naoyuki Tomomatsu |
| 4.                | Lustful Hitchhiker: Sought Wife 欲情ヒッチハイク 求めた人妻 Yokujō Hitchihaiku: Motometa Hitozuma                                             | OP Eiga           | Tetsuya Takehora  |
| 5.                | Miss Peach: Peachy Sweetness Huge Breasts ミスピーチ 巨乳は桃の甘み Misu Piichi: Kyonyū wa Momo no Umami                                      | OP Eiga           | Yumi Yoshiyuki    |
| 6.                | Older Office Lady: Using Her Seductive Tongue 年上のＯＬ 悩ましい舌使い Toshiue no OL: Nayamashii Shita Tsukai                                | OP Eiga           | Yumi Yoshiyuki    |
| 7.                | Lustful Wife in Black: Aching 欲情喪服妻 うずく Yokujōmōfukutsuma: Uzuku                                                                      | OP Eiga           | Minoru Kunizawa   |
| 8.                | Hard Lesbian: Quick and Deep alias Coming Out ハードレズビアン クイック&ディープ                                                              | Shintōhō          | Osamu Sato        |
| 9.                | Snake that Makes the Wife Moist: Extreme SM Compilation 人妻を濡らす蛇 －ＳＭ至極編－ Hitozuma wo Nururasu Hebi: SM Shigokuhen                | OP Eiga           | Yutaka Ikejima    |
| 10.               | 襦袢を濡らす蛇 －ＳＭ開華編－ Jaban wo Nururase Hebi: SM Kaikahen                                                                             | OP Eiga           | Yutaka Ikejima    |
| Mention honorable | 援交性態ルポ 乱れた性欲 | OP Eiga           | Tetsuya Takehora  |

### Prix attribués à titre personnel
- Meilleur réalisateur : Tetsuya Takehora (Lustful Hitchhiker: Sought Wife, etc.)
- Meilleur scénariste : Kiminori Komatsu (Lustful Hitchhiker: Sought Wife, etc.)
- Meilleure actrice : Konatsu (Paid Companionship Story: Girls Who Want to Do It, etc.), Lemon Hanazawa (美肌教師　巨乳バイブ責め, etc.)
- Meilleur acteur : Yūya Matsūra (痴漢電車　ゆれて密着お尻愛, etc.), Kōji Makimura (The Snake that Makes the Kimono's Underwear Moist: SM Compilation (襦袢を濡らす蛇　－ＳＭ開華編－, Jaban wo nururase hebi: SM kaikahen?), etc.), Mutsuo Yoshioka (SEXマシン　卑猥な季節, etc.)
- Meilleur espoir féminin : Kyōko Natsume (Coming Out (ハードレズビアン　クイック&ディープ?), etc.), Rinako Hirasawa (Paid Companionship Story: Girls Who Want to Do It, etc.), Kozue Ikeda (肉体秘書　パンスト濡らして, etc.), Aki Yafuji (美肌教師　巨乳バイブ責め, etc.)
- Prix de la technique : Kiichi Katō (Musique: Miss Peach: Peachy Sweetness Huge Breasts, etc.)
- Prix spécial du jury : Yumika Hayashi (Prix pour sa carrière terminée par celle d'actrice)
- Pas de prix du Meilleur réalisateur débutant attribué cette année

## 2006[4]

### Prix des dix meilleurs films
Le titre du film est donné en anglais lorsque le film a été diffusé en occident.
| Classemeny        | Titre du Film | Producteur        | Réalisateur       |
| ----------------- | --- | ----------------- | ----------------- |
| 1.                | Fascinating Young Hostess: Sexy Thighs 悩殺若女将 色っぽい腰つき Nōsatsu waka-okami: iroppoi koshitsuki                                | OP Eiga           | Tetsuya Takehora  |
| 2.                | Miss Hotel Call Girl: Healing Induction ホテトル嬢 癒しの手ほどき Hoterujō iyashi no te hodoki                                         | OP Eiga           | Tetsuya Takehora  |
| 3.                | Hostess Madness: Unparched Nectar ホスト狂い 渇かない蜜汁 Hosuto kurui: kawakanai mitsu-jiru                                           | OP Eiga           | Yutaka Ikejima    |
| 4.                | Beautiful Lesbian Sisters: On the Day of Mourning… 美姉妹レズ 忌中の日に… Bishimai rezu: kichū no nichi ni….                           | Xces Film         | Daisuke Yamanōchi |
| 5.                | Shōwa Erotic Romance: The Virgin's Bashfulness 昭和エロ浪漫 生娘の恥じらい Shōwa ero rōman: kimusume no hajirai                        | OP Eiga           | Yutaka Ikejima    |
| 6.                | Mature Woman: Wife-Hunting 熟女 人妻狩り Jukujō: hitotsuma karu                                                                        | Shintōhō          | Yutaka Ikejima    |
| 7.                | Big Tit Sisters: Blow Through the Valley 巨乳な姉妹～谷間に吸いつけ～ Kyonyū na shimai * tanima ni fuitsuke                            | OP Eiga           | Yumi Yoshiyuki    |
| 8.                | Mighty Extreme Woman alias Uncle's Paradise 絶倫絶女 Zetsurin zetsujo                                                                  | Kokuei / Shintōhō | Shinji Imaoka     |
| 9.                | Loose Woman: Getting Wet at Noon alias Dependence ふしだらな女 真昼に濡れる Fushidara na onna mahiru ni nureru                         | Kokuei / Shintōhō | Yūji Tajiri       |
| 10.               | 'Three Naked Sisters: Lewdness 裸の三姉妹 淫交 Hadaka no Sanshimai: Inkō                                                               | Shintōhō          | Yasufumi Tanaka   |
| Mention Honorable | 'Mature Woman * Daughter: Group Sex 熟母・娘 乱交 Jukujō*musume: rankō                                                                 | Shintōhō          | Akira Fukamachi   |
| Mention honorable | Ecstasy Love Hotel: Another Happy Full-House Tonight ド・有頂天ラブホテル 今夜も、満員御礼 Do*uchōten rabuhoteru: konya mo, man'inorei | Xces Film         | Kunihiko Matsuoka |

### Prix attribués à titre personnel
- Meilleur réalisateur : Yutaka Ikejima (Hostess Madness: Unparched Nectar, etc.)
- Meilleur scénariste : Kiminori Komatsu (Fascinating Young Hostess: Sexy Thighs, etc.)
- Meilleure actrice : Minami Aoyama (Uncle's Paradise|Mighty Extreme Woman, etc.), Erina Aoyama (Miss Hotel Call Girl: Healing Induction (ホテトル嬢　癒しの手ほどき, Hoterujō iyashi no te hodoki?), etc.), Akiho Yoshizawa (Fascinating Young Hostess: Sexy Thighs）
- Meilleur acteur : Shirō Shimomoto (Mighty Extreme Woman, etc.), Mutsuo Yoshioka (Mighty Extreme Woman, etc.)
- Meilleur réalisateur débutant : Yasufumi Tanaka (Naked Three Sisters: Lewdness (裸の三姉妹　淫交, Hadaka no sanshimai: inkō?)）
- Meilleur espoir féminin : Yuria Hidaka (Beautiful Lesbian Sisters: On the Day of Mourning…, etc.), Itsuka Harusaki (Shōwa Erotic Romance: The Virgin's Bashfulness, etc.), Erina Aoyama (Miss Hotel Call Girl: Healing Induction (ホテトル嬢　癒しの手ほどき, Hoterujō iyashi no te hodoki?), etc.), Mayura Hoshitsuki (Newlywed's Sex Education: The Uniform's Bride (新婚性教育　制服の花嫁, Shinkon Seikyōiku: Seifuku no Hanayome?)）
- Prix de la technique : Yūwa Sō (Technique cinématographique: Fascinating Young Hostess: Sexy Thighs, etc.)
- Prix spécial du jury : Actrice : Yumika Hayashi (Producteur : Yōsensha Co.,　Réalisateur : Kiichirō Yanashita

## 2007[10]

### Prix des dix meilleurs films
Le titre du film est donné en anglais lorsque le film a été diffusé en occident.
| Classement        | Titre du Film | Producteur | Réalisateur                                                                                           |
| ----------------- | --- | ---------- | --- |
| 1.                | Molester's Train: Sensitive Fingers 痴漢電車 びんかん指先案内人 Chikan Densha: Binkan Yubi Saki Annai Nin                   | OP Eiga    | Yoshikazu Katō                                                                                        |
| 2.                | Adultery Addiction: Sensual Daze 不倫中毒 官能のまどろみ Furinchūdoku: Kannō no Madoromi                                    | OP Eiga    | Yumi Yoshiyuki                                                                                        |
| 3.                | Temptation: Eating Me 誘惑 あたしを食べて Yūwaku: Atashi wo Tabete                                                          | Shintōhō   | « Osamu Sato »(Archive.org • Wikiwix • Archive.is • Google • Que faire ?) (consulté le 19 avril 2013) |
| 4.                | Aching Wives: Continuous Adultery うずく人妻たち 連続不倫 Uzuku Hitozumatachi: Renzokufurin                                 | Shintōhō   | Akira Fukuhara                                                                                        |
| 5.                | Naked Queen: Angel's Hame-Feeling 裸の女王 天使のハメ心地 Hadaka no Jo-ō: Tensai no Hamekokochi                             | Shintōhō   | Yasufumi Tanaka                                                                                       |
| 6.                | Company President's Secretary: Hunting Big Tit Sexual Harassment 社長秘書 巨乳セクハラ狩り Shachōhisho: Kyonyū Sekuharakari | OP Eiga    | Kuninori Yamazaki                                                                                     |
| 7.                | Lewd Priest: Playful Writing on a Woman's Body ワイセツ和尚 女体筆いじり Waisetsu Oshō: Nyotai Fudeijiri                    | OP Eiga    | Shigeo Moriyama                                                                                       |
| 8.                | Fascinating Woman: The Temptation of Creampie 奪う女 中出しの誘惑 Ubau Onna: Nakadashi no Yūwaku                            | OP Eiga    | Yutaka Ikejima                                                                                        |
| 9.                | New Tokyo Decadence – The Slave 奴隷 Dorei                                                                                  | Shintōhō   | Osamu Sato                                                                                            |
| 9.(tie)           | The Sticky Taste of a Peach-Skinned Proprietess 桃肌女将のねばり味 Momo Hada Okami no Nebari Aji                            | OP Eiga    | Tetsuya Takehora                                                                                      |
| Mention honorable | Widow Apartment: Big Tits' Aching Night 未亡人アパート 巨乳のうずく夜 Mibōjin Apaato: Kyonyū no Uzuku Yoru                  | OP Eiga    | Yumi Yoshiyuki                                                                                        |

### Prix attribués à titre personnel
- Meilleur réalisateur : Yoshikazu Katō (Molester's Train: Sensitive Fingers, etc.), Shinji Imaoka (いくつになってもやりたい男と女）
- Meilleur scénariste : Hideo Jojo (Molester's Train: Sensitive Fingers）
- Meilleure actrice : Rinako Hirasawa (New Tokyo Decadence – The Slave, etc.), Sakurako Kaoru (Adultery Addiction: Sensual Daze, etc.), Mayuko Sasaki (Aching Wives: Continuous Adultery, etc.)
- Meilleur acteur : Yutaka Ikejima (Company President's Secretary: Hunting Big Tit Sexual Harassment (社長秘書　巨乳セクハラ狩り, Shachōhisho: kyonyū sekuharakari?), etc.), Tomohiro Okada (Aching Wives: Continuous Adultery, etc.)
- Meilleur jeune réalisateur : Akira Fukuhara (Aching Wives: Continuous Adultery）
- Meilleur espoir féminin : Rina Yūki (Naked Queen: Angel's Hame-Feeling (裸の女王　天使のハメ心地, Hadaka no jo-ō: tensai no hamekokochi?), etc.), Yūka Osawa (痴女教師　またがり飲む, etc.), Miki Arakawa (Molester's Train: Sensitive Fingers, etc.)
- Prix de la technique : Shōji Shimizu (Technique cinématographique: Aching Wives: Continuous Adultery, etc.)
- Prix spécial du jury : PG Yoshiyuki Hayashida (Pour avoir atteint le 20e anniversaire du Pink Prize)

## 2008

### Prix des dix meilleurs films
Le titre du film est donné en anglais lorsque le film a été diffusé en occident.
| Classement        | Titre du Film | Producteur | Réalisateur       |
| ----------------- | --- | ---------- | ----------------- |
| 1.                | 超いんらん やればやるほどいい気持ち () Chō Inran: Yarebayaruhodo Iikimochi                                                  | Shintōhō   | Yutaka Ikejima    |
| 2.                | Nakagawa Jun Kyōju no Inbina Hibi 中川准教授の淫びな日々                                                                    | Xces       | Kunihiko Matsuoka |
| 3.                | Impure Uniform: Writhing Thighs 不純な制服 悶えた太もも Fujunna Seifuku: Modaeta Futomomo                                   | OP Eiga    | Tetsuya Takehora  |
| 4.                | 半熟売春 糸ひく愛汁 Hanjuku Baishun: Itohiku Aishiru                                                                        | OP Eiga    | Yutaka Ikejima    |
| 5.                | Continuous Adultery 2: A Portrait of Incest between Sisters 連続不倫II 姉妹相姦図 Renzoku furin II: Shimai Sōkanzu          | Shintōhō   | Akira Fukuhara    |
| 6.                | Best Friend's Wife: The Black Panties of a Secret Rendezvous 親友の妻 密会の黒下着 Shinyū no Tsuma: Mitsukai no Kuroshitagi | OP Eiga    | Yutaka Ikejima    |
| 7.                | 悶々不倫 教え子は四十路妻 Monmon Furin: Oshiego wa Yosoji Tsuma                                                             | OP Eiga    | Tarō Araki        |
| 8.                | 獣になった人妻 Kedomono ni Natta Hitozuma                                                                                   | Shintōhō   | Hajime Satō       |
| 9.                | Molester's Train: Melody of Wriggling Fingers 痴漢電車 うごめく指のメロディ Chikan Densha: Ugomeku Yubi no Merodi           | OP Eiga    | Tetsuya Takehora  |
| 10.               | おひとりさま －三十路ＯＬの性－ Ohitorisama: Sanjūrō OL no Sei                                                              | Xces       | Masanori Kudō     |
| Mention honorable | Female Prisoner Ayaka: Tormenting and Breaking in a Bitch 女囚アヤカ いたぶり牝調教 Joshū Ayaka: Itaburi Mesu Chōkyō        | OP Eiga    | Naoyuki Tomomatsu |

### Prix attribués à titre personnel
- Meilleur réalisateur : Yutaka Ikejima (超いんらん　やればやるほどいい気持ち, Chō inran: yarebayaruhodo iikimochi, etc.)
- Meilleur scénariste : Daisuke Gotō (超いんらん　やればやるほどいい気持ち, Chō inran: yarebayaruhodo iikimochi, etc.)
- Meilleure actrice : Riri Kōda (超いんらん　やればやるほどいい気持ち, Chō inran: yarebayaruhodo iikimochi, etc.), Yuria Hidaka (超いんらん　やればやるほどいい気持ち, Chō inran: yarebayaruhodo iikimochi, etc.)
- Meilleur acteur : Seiji Nakamitsu (Best Friend's Wife: The Black Panties of a Secret Rendezvous, etc.), Takashi Naha (Nakagawa Jun Kyōju no Inbina Hibi, etc.)
- Meilleur espoir féminin : Maki Tomoda (Best Friend's Wife: The Black Panties of a Secret Rendezvous, etc.), Aya (Impure Uniform: Writhing Thighs, etc.), Asami (Female Prisoner Ayaka: Tormenting and Breaking in a Bitch, etc.)
- Prix de la technique : Kazumi Ōba (Musique: (超いんらん　やればやるほどいい気持ち, Chō inran: yarebayaruhodo iikimochi, etc.)
- Prix spécial du jury : Yutaka Ikejima (Pour son 100e film en tant que réalisateur).

## 2009

### Prix des dix meilleurs films
Le titre du film est donné en anglais lorsque le film a été diffusé en occident.
| Classement        | Titre du Film                                                                                       | Producteur | Réalisateur                  |
| ----------------- | --------------------------------------------------------------------------------------------------- | ---------- | ---------------------------- |
| 1.                | 壺姫ソープ ぬる肌で裏責め Tsubo Hime Sōpu: Nuru Hada de Urazeme                                     | OP Eiga    | Yoshikazu Katō               |
| 2.                | Maid-Droid 老人とラブドール 私が初潮になった時 Rōjin to Rabudōru: Watashi ga Shochō ni Natta Toki   | Xces       | Naoyuki Tomomatsu            |
| 3.                | わいせつ性楽園 おじさまと私 Waisetsu Seirakuen: Ojisama to Watashi                                  | OP Eiga    | Naoyuki Tomomatsu            |
| 4.                | 三匹の奴隷 Sanbiki no Dorei                                                                         | Shintōho   | Tsukasa Satō (佐藤吏)        |
| 5.                | エッチな襦袢 濡れ狂う太もも Ecchi na Juban: Nure Kurū Futomomo                                      | OP Eiga    | Yutaka Ikejima               |
| 6.                | 本番オーディション やられっぱなし Honban Ōdishon: Yarareppanashi                                    | Shintōhō   | Tsukasa Satō                 |
| 7.                | 裸身の裏顔 ふしだらな愛 Rashin no Uragao: Fushidarana Ai                                            | OP Eiga    | Yumi Yoshiyuki               |
| 8.                | Cousin White Paper: Aching Mature Lewdness いとこ白書 うずく淫乱熱 Itoko Hakusho: Uzuku Inran Netsu | OP Eiga    | Tetsuya Takehora             |
| 9.                | アラフォー離婚妻 くわえて失神 Arafō Rikontsuma: Kuwaete Shisshin                                    | OP Eiga    | Yumi Yoshiyuki               |
| 10.               | 淫乱ひだのおく Inran Hida no Oku                                                                    | Shintōhō   | Akira Fukamachi (深町章)     |
| Mention honorable | 男で愛して、女でも愛して 盗まれた情火 Otoko de Aishite, Onna demo Aishite: Nusumareta Jōka          | Xces       | Kunihiko Matsuoka (松岡邦彦) |

### Prix attribués à titre personnel
- Meilleur réalisateur : Naoyuki Tomomatsu (Maid-Droid, etc.)
- Meilleur jeune réalisateur : Takashi Ogawa (小川隆史) (社宅妻　ねっとり不倫漬け, etc.)
- Meilleur scénariste : Chisato Ōgawara (大河原ちさと) (Maid-Droid, etc.)
- Meilleure actrice : Asami (Sanbiki no Dorei (三匹の奴隷, etc.), Minami Aoyama (Tsubo Hime Sōpu: Nuru Hada de Urazeme (壺姫ソープ　ぬる肌で裏責め?), etc.)
- Meilleur acteur : Masayoshi Nogami (野上正義) (Maid-Droid, etc.), Seiji Nakamitsu (なかみつせいじ) (Tsubo Hime Sōpu: Nuru Hada de Urazeme (壺姫ソープ　ぬる肌で裏責め?), etc.), Takahiro Nomura (野村貴浩?)) (Ecchi na Juban: Nure Kurū Futomomo (エッチな襦袢　濡れ狂う太もも?), etc.)
- Meilleur espoir féminin : Kaho Kasumi (Cousin White Paper: Aching Mature Lewdness, etc.), Nao Masaki (真咲南朋) (Sanbiki no Dorei (三匹の奴隷?), etc.)
- Prix de la technique : Ichimi Ōba (大場一魅) (Ecchi na Juban: Nure Kurū Futomomo (エッチな襦袢　濡れ狂う太もも?), etc.)
- Prix spécial du jury : Ueno Ōkura Theater

## 2010

### Prix des dix meilleurs films
Le titre du film est donné en anglais lorsque le film a été diffusé en occident.
| Classement        | Titre du Film                                                                                            | Producteur | Réalisateur       |
| ----------------- | --- | ---------- | ----------------- |
| 1.                | 性愛婦人 淫夢にまみれて Seiai fujin: Inmu ni mamirete                                                    | OP Eiga    | Yutaka Ikejima    |
| 2.                | 欲望の酒場 濡れ匂う色おんな Yokubō no sakaba: Nure niou iro onna                                         | OP Eiga    | Yutaka Ikejima    |
| 3.                | 多感な制服 むっちり潤い肌 Takanna seifuku: Mucchiri uroi hada                                            | OP Eiga    | Yoshikazu Katō    |
| 4.                | 痴漢電車 夢指で尻めぐり Chikan densha: Yume yubi de shiri meguri                                         | OP Eiga    | Yoshikazu Katō    |
| 5.                | 最後のラブドール 私、大人のオモチャ止めました。 Saigo no rabudōru: Watashi, otona no omocha tomemashita. | Xces       | Naoyuki Tamomatsu |
| 6.                | 癒しの遊女 濡れ舌の蜜 Iyashi no yūjo: Nurejita no mitsubo                                                | OP Eiga    | Tarō Ataki        |
| 7.                | 未亡人銭湯 おっぱいの時間ですよ！ Mibōjin sentai: Oppai no jikan desuyo!                                 | OP Eiga    | Yutaka Ikejima    |
| 8.                | 義父相姦 半熟乳むさぼる Gifu sōkan: Hanjuku chichi musaboru                                              | OP Eiga    | Tarō Ataki        |
| 9.                | 潮吹き花嫁の性白書 Shiofuki hanayome no sei hakusho                                                      | OP Eiga    | Tetsuya Takehora  |
| 10.               | 美脚教師 開いて悶絶 Miashi kyōshi: Hiraite monzetsu                                                      | OP Eiga    | Naoyuki Tomomatsu |
| Mention honorable | 異常体験 いじくり変態汁 Ijō taiken: Ijikuri hentai jiru                                                  | OP Eiga    | Yutaka Ikejima    |

### Prix attribués à titre personnel
- Meilleur réalisateur : Yutaka Ikejima
- Meilleur scénariste : Kōsuke Komatsu
- Meilleure actrice : Mayuko Sasaki & Riri Kōda
- Meilleur acteur : Seiji Nakamitsu & Atsushi Tsuda
- Meilleur espoir féminin : Rui Saotome, Chloe Fujisaki & Miyuki Yokoyama
- Prix de la technique : Kazumi Ōba
- Prix spécial du jury : Masayoshi Nogami (posthume)